# Колоччя
Колоччя (біл. Калочча) — озеро в Мозирському районі Гомельської області Білорусі, у басейні річки Прип'ять, за 15 км у напрямку на південний схід від міста Мозир, приблизно за 0,45 км на північний схід від села Стрельськ.
Площа поверхні озера 0,16 км². Довжина 1,5 км, найбільша ширина 0,12 км. Довжина берегової лінії 3,18 км. Улоговина озеро старичного типу, на лівобережній заплаві Прип'яті. Схили улоговини пологі, піщані, висотою до 5 м. Берегова лінія слабозвилиста. Береги піщані, високі.